# Margitta Edgren
Gunnel Margitta Edgren, född Kling 12 mars 1935 i Rödeby församling i Blekinge län, är en svensk tidigare förlagschef och politiker (folkpartist).
Edgren examinerades som legitimerad sjuksköterska 1959 och arbetade därefter som nattsjuksköterska, vårdlärare, klinikföreståndare och avdelningsföreståndare. Hon genomgick SIHUS (Statens institut för högre utbildning av sjuksköterskor) vårdlärarutbildning. Från 1975 var hon förlagsredaktör vid AB Studentlitteratur och från 1981 förlagschef där. Hon var ordförande i Folkpartiet i Lund 1982–1988 och ledamot av Malmöhus läns landsting 1974–1986.
Edgren var riksdagsledamot för Fyrstadskretsen 1985–1988 och 1989–1994 samt för Malmöhus läns södra valkrets 1994–1998. I riksdagen var hon bland annat ledamot i utbildningsutskottet 1991–1997 och i konstitutionsutskottet 1998. Särskilt engagerad var hon i utbildnings- och vårdfrågor, datafrågor, medicinsk etik samt jämställdhet. Hon var ledamot i många utredningar under åren i riksdagen, bland annat betygsberedningen, samt ensamutredare av skolhälsovården 1998–2000 med slutbetänkandet SOU 2000:19 "Från dubbla spår till Elevhälsa".  Edgren var styrelseordförande för Växjö universitet 1998–2002.  
Edgren var gift med civilekonom Lars Edgren, som avled 2020, och har fem söner.